# Tontine Hotel

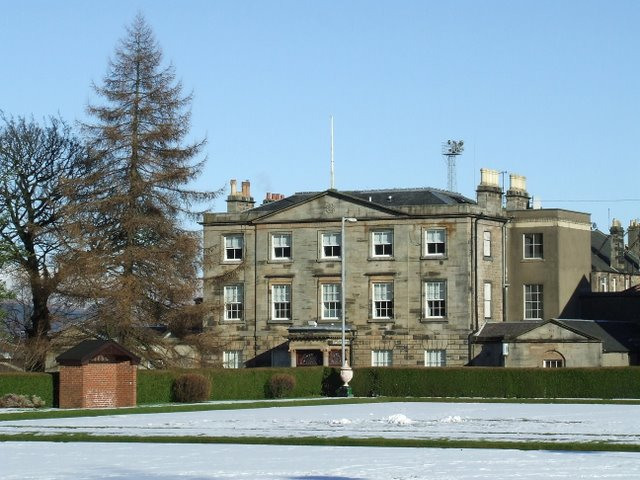
Das Tontine Hotel aus südlicher Richtung

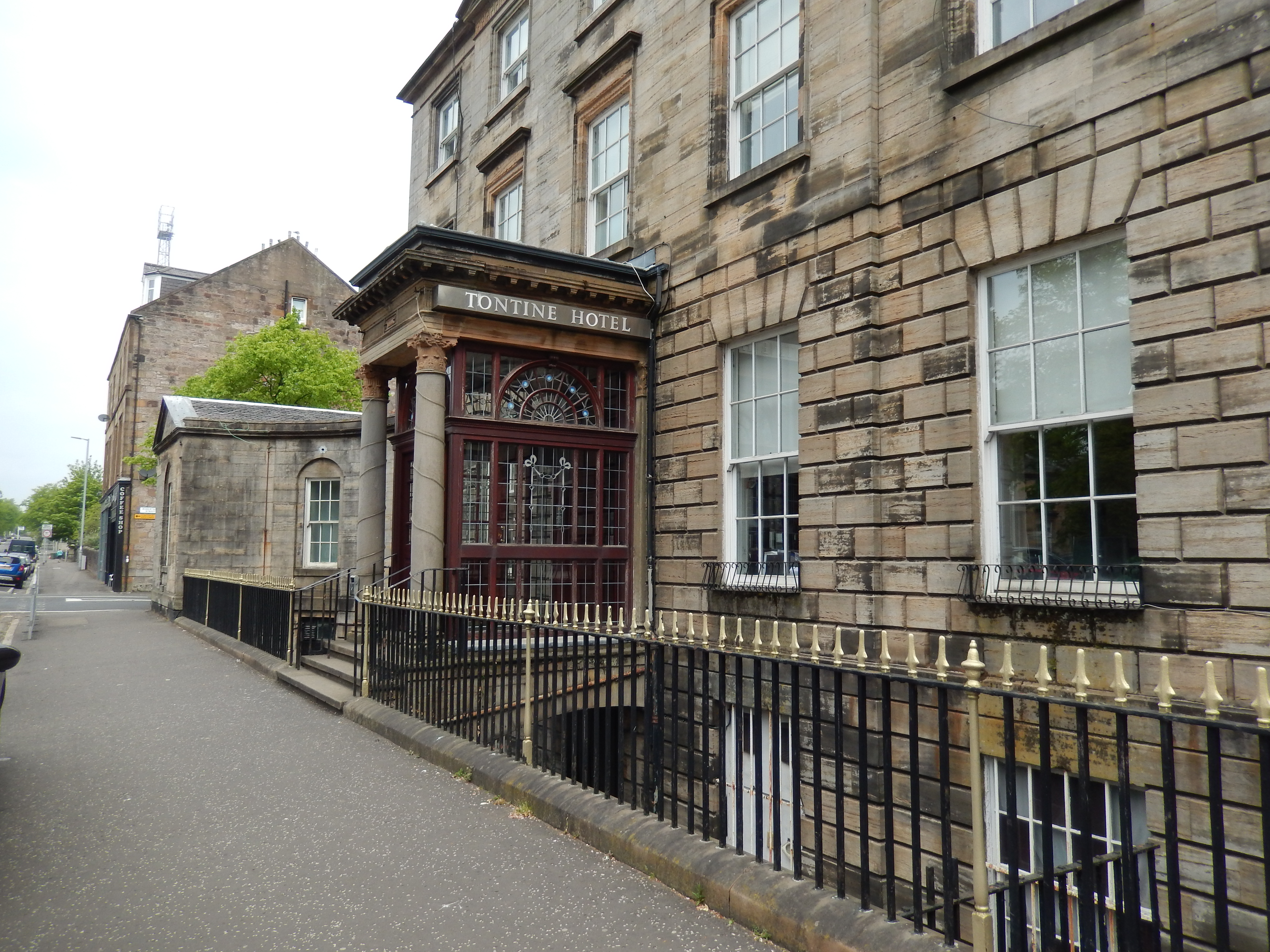
Tontine Hotel, Eingangsbereich

Das Tontine Hotel ist ein Hotelbetrieb in der schottischen Stadt Greenock in der Council Area Inverclyde. 1971 wurde das Bauwerk in die schottischen Denkmallisten in der höchsten Kategorie A aufgenommen.

## Beschreibung
Das Tontine Hotel liegt im Nordwesten des Stadtzentrums von Greenock an der Union Street. Das Bauwerk wurde als Hotel konzipiert und stammt aus dem Jahre 1801. Die Baukosten schlugen mit rund 10.000 £ zu Buche. Der Betrieb könnte im darauffolgenden Jahr aufgenommen worden sein, denn per Zeitungsannonce wurde ein Pächter gesucht. Das Gebäude verfügt über drei Geschosse. Zusätzlich sind der Keller und das Dachgeschoss vollwertig ausgebaut. Die südwestgerichtete Gebäudefront ist symmetrisch aufgebaut. Mittig befindet sich der Eingangsbereich mit einem säulengetragenen Vordach. Um das Jahr 1900 wurde dieser Bereich allseitig verglast. Die Fenster sind über alle Stockwerke gleichmäßig auf drei vertikalen Achsen angeordnet. Mittig krönt ein Dreiecksgiebel die Fassade. Beidseitig gehen einstöckige Flügel ab, die im Jahre 1803 hinzugefügt wurden.